# Physocleora scutigera
Physocleora scutigera là một loài bướm đêm trong họ Geometridae.